# Archiearis luteata
Archiearis luteata är en fjärilsart som beskrevs av Hennin 1910. Archiearis luteata ingår i släktet Archiearis och familjen mätare. Inga underarter finns listade i Catalogue of Life.